# Polymerus fasciolus
Polymerus fasciolus är en insektsart som beskrevs av Knight 1943. Polymerus fasciolus ingår i släktet Polymerus och familjen ängsskinnbaggar. Inga underarter finns listade i Catalogue of Life.